# 龍宛虹

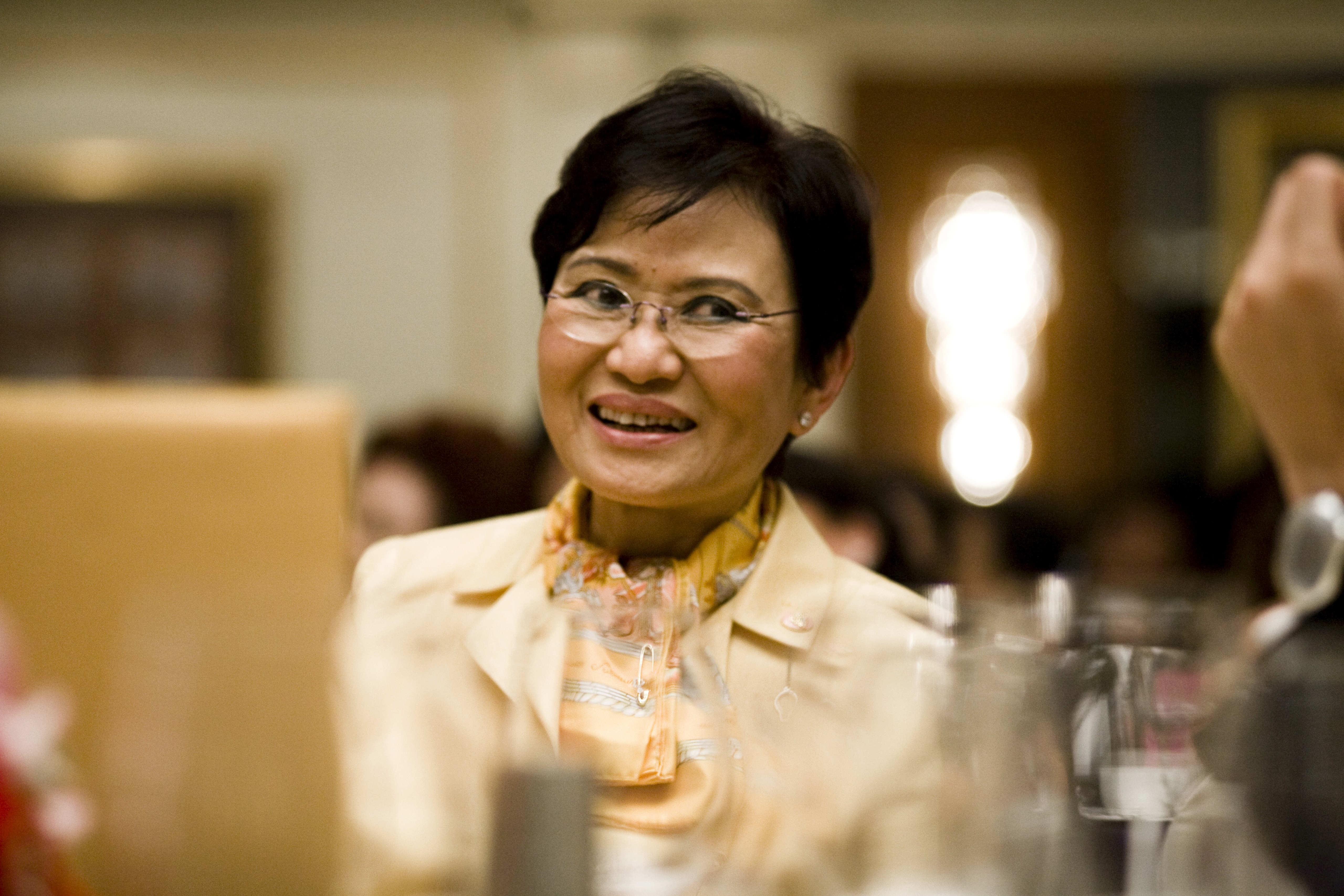
龍宛虹

龍宛虹（1940年9月21日—），陳弼臣家族成員，陳永建（Chote Sophonpanich）的妻子。早年負笈英倫獲核物理學博士，數十年來獻身關懷社會和維權工作，2008年至2010年擔任泰國科技部長。龍宛虹是潮州人，龍宛虹的祖籍是湖南漵浦。

## 外部連結
- 泰新內閣來自五湖四海 （页面存档备份，存于）
- 陳有慶家族萬水千山故鄉情
- 泰國政局不穩 華裔大亨在幕後呼風喚雨[永久]
- 陳弼臣與盤谷銀行